# Grigore N. Filipescu
Grigore N. Filipescu (n. 1 octombrie 1886, București, România – d. 25 august 1938, Geneva, Geneva, Elveția) a fost un avocat, inginer, om politic și ziarist român. A fost primul dintre cei cinci copii ai lui Nicolae Filipescu și ai Maria Blaremberg. A fost membru al Partidului Conservator-Democrat, al Partidului Poporului, iar, din 1929, a înființat Liga Vlad Țepeș. A fost director al ziarului Epoca.
Grigore N. Filipescu, un oportunist „disponibil pentru orice”, ale cărui servicii au fost răsplătite cu funcția de director al Societății de Telefoane, prin mijlocirea căreia se puteau intercepta convorbirile, a întreprins în ziarul Epoca o campanie de discreditare și de compromitere a lui Barbu A. Știrbey care a jucat un rol deosebit în politica țării până în anul 1931, când a fost exilat de Carol al II-lea. „Zevzec de o isterie deșuchiată”, este caracterizarea pe care i-o face Grigore Gafencu.